# Copernicia alba
Copernicia alba är en enhjärtbladig växtart som beskrevs av Thomas Morong. Copernicia alba ingår i släktet Copernicia och familjen Arecaceae. Inga underarter finns listade i Catalogue of Life.

## Bildgalleri

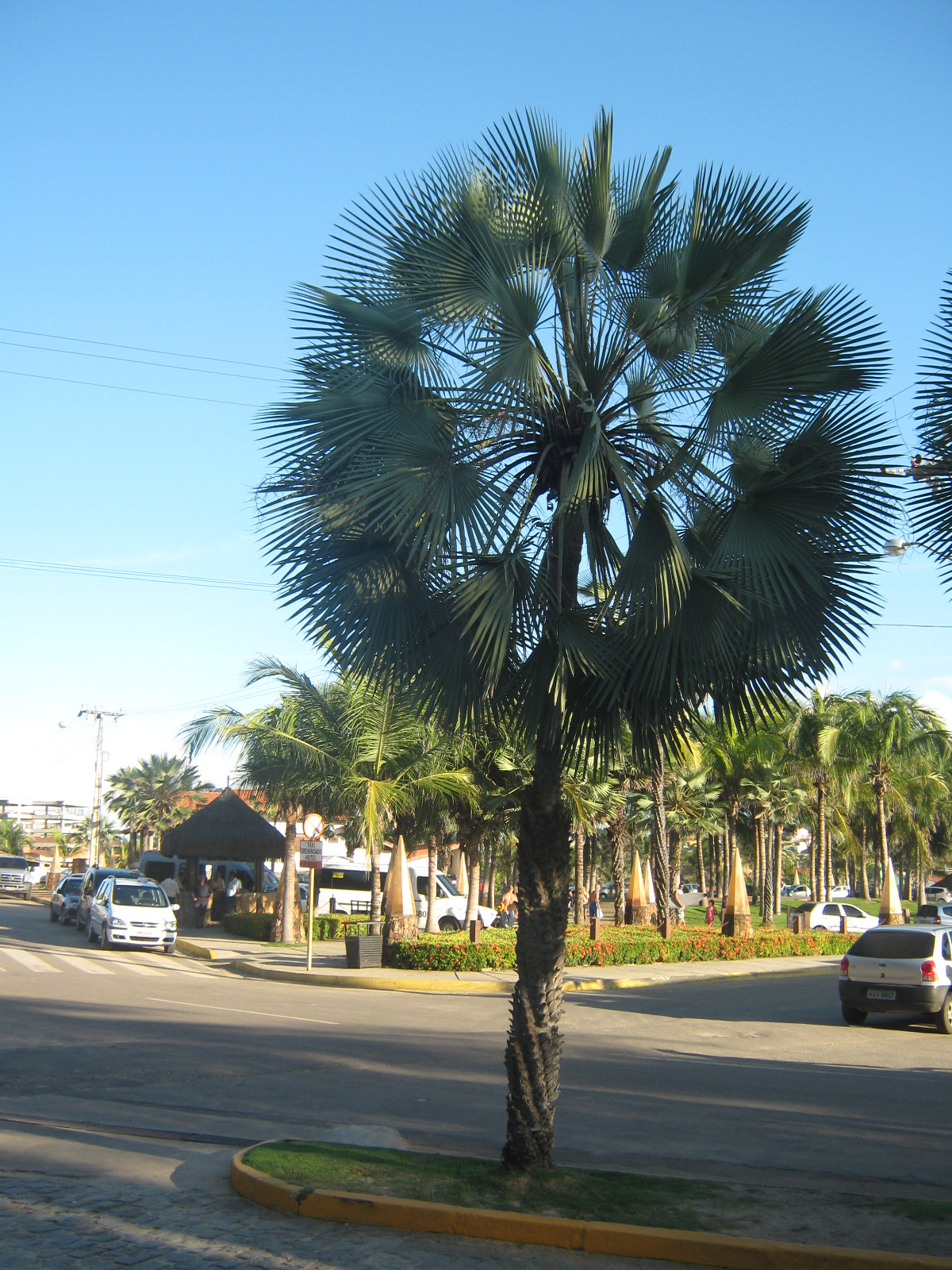
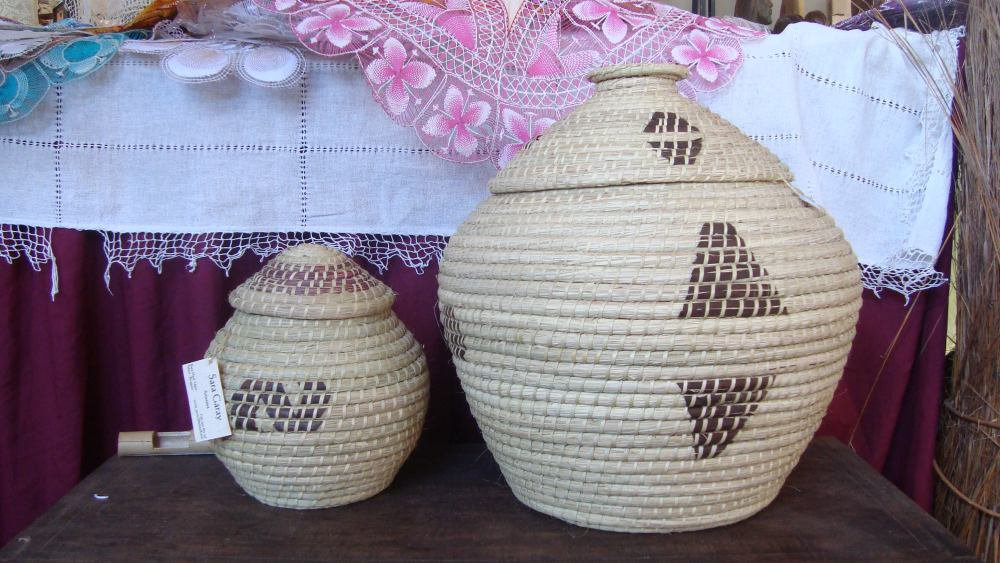
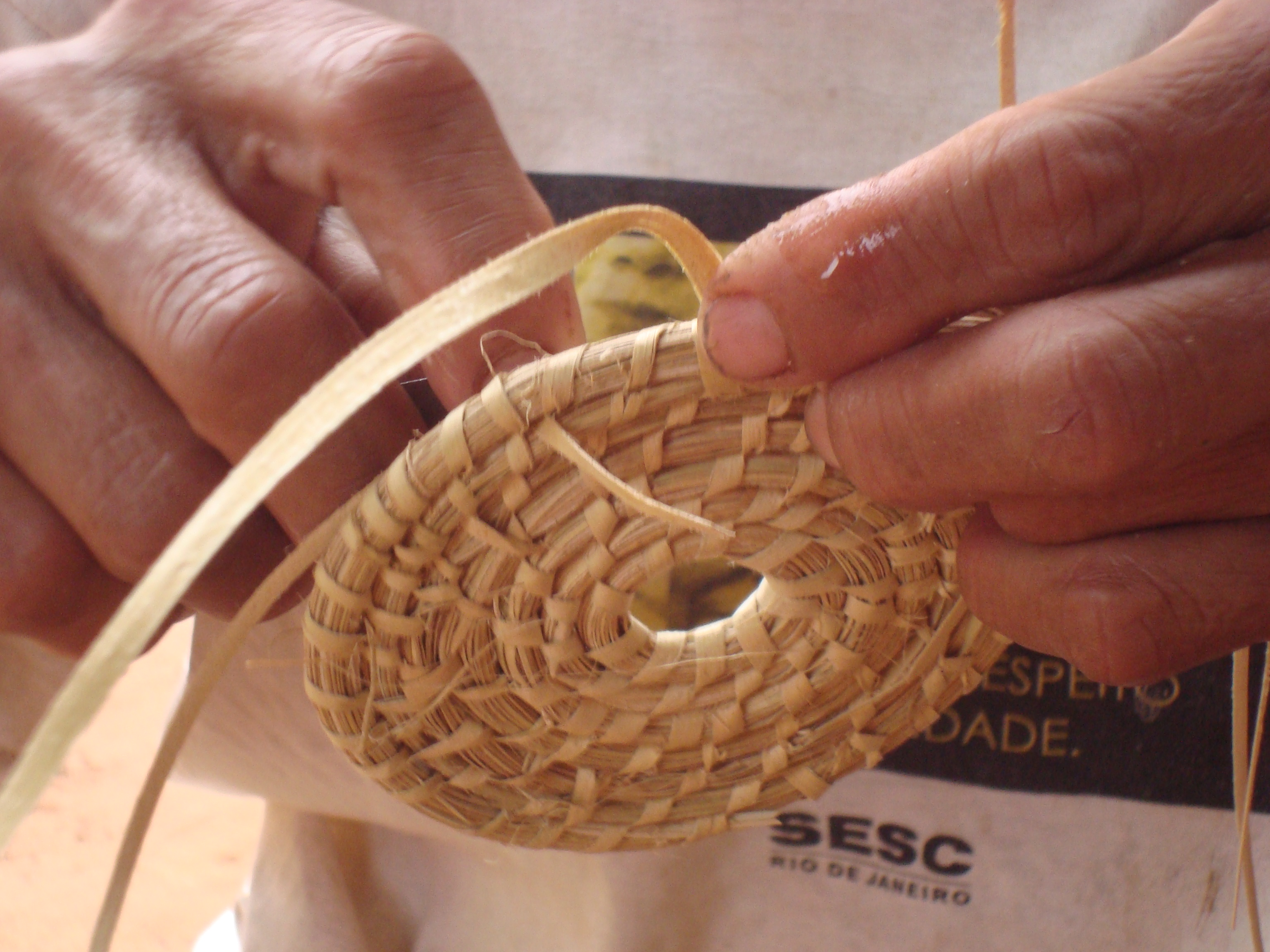
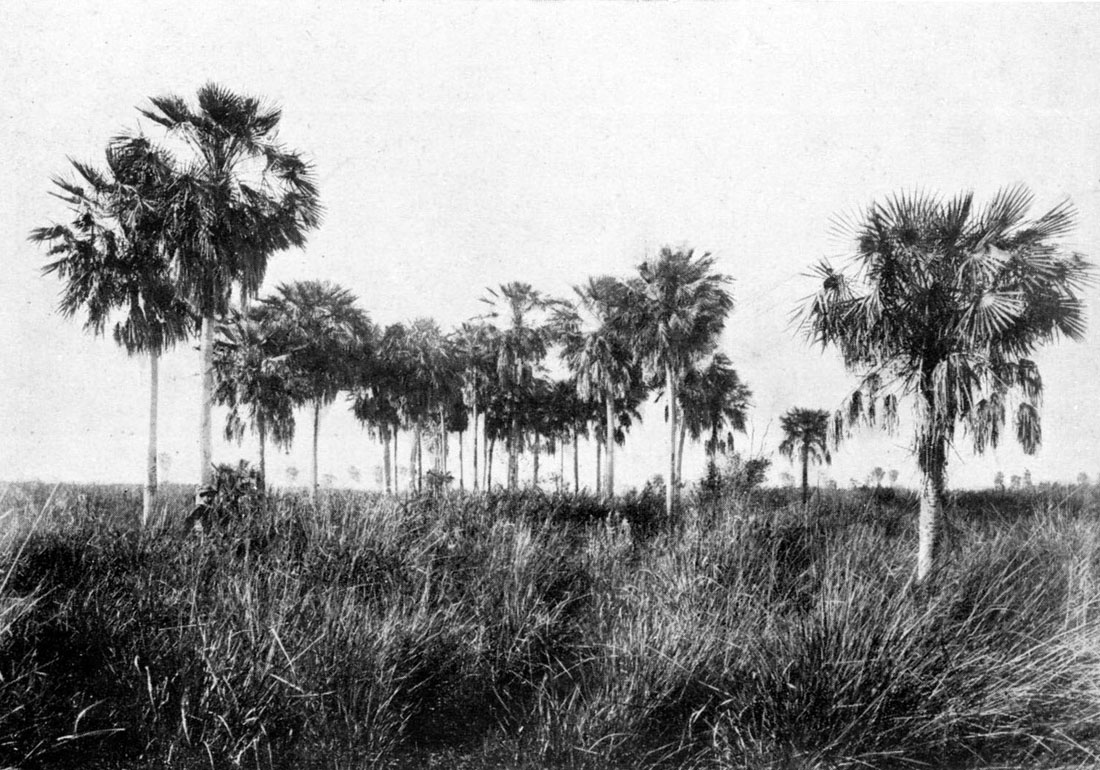
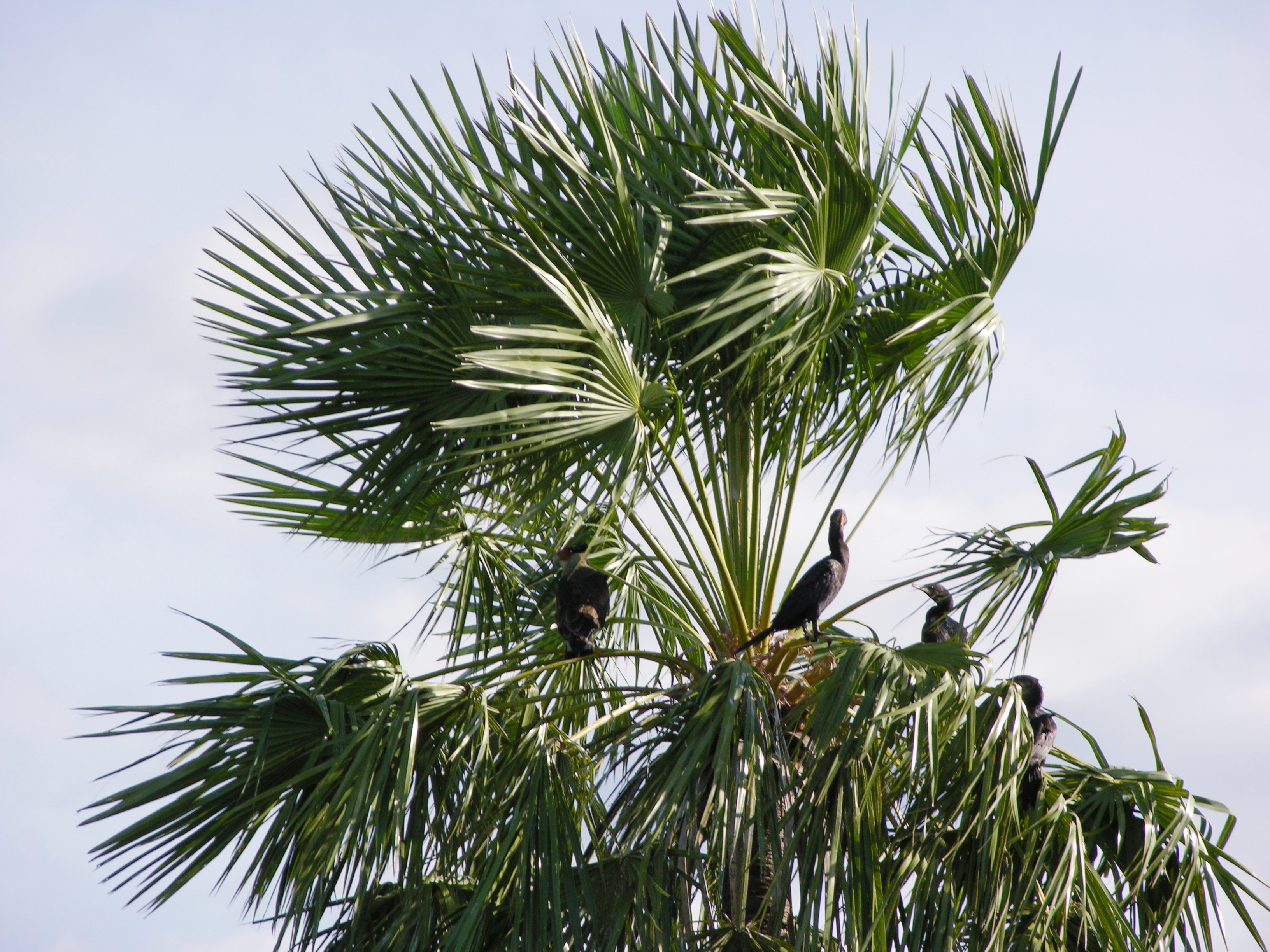